# Bonifatius Haushiku
Bonifatius Haushiku (* 25. Mai 1933 in Südwestafrika; † 12. Juni 2002 in Windhoek) war ein namibischer Priester und erster Erzbischof des Erzbistums Windhoek und der erste schwarze Bischof der Römisch-katholischen Kirche in Namibia.
Geboren wurde Haushiku am Okavango nahe Shambyu und besuchte die Schule der Katholischen Missionsstation von Shambyu. Am 29. Juni 1966 wurde er zum Priester geweiht. Am 15. November 1978 erfolgte durch den Papst die Bestellung zum Weihbischof in Windhoek und Ernennung zum Titularbischof von Troyna. Am 27. Januar 1979 wurde er durch Rudolf Maria Koppmann zum Bischof geweiht und übernahm am 29. November 1980 die Leitung des Apostolischen Vikariats Windhoek. Mit Erhöhung des Vikariats zum Erzbistum wurde Haushiku am 14. März 1994 Erzbischof.